# Синдром Кандинського — Клерамбо
Синдром Кандинського — Клерамбо, також Синдром психічного автоматизму (Синдром відчуження, синдром впливу) — один з різновидів галюцинаторно-параноїдного синдрому. 
Характеризується маячними ідеями впливу, психічного і фізичного автоматизму (хворий сприймає себе відчуженим, мов не належить сам собі). При цьому відчуває, ніби мислить, переживає і діє не самостійно, а хтось ним керує. Невільний щодо своїх думок (примусове мислення, керування думками), емоцій («змушують сердитися, радіти»), дій («хтось змушує говорити, ходити» і т. ін.). 
За ступенем відчуження, оволодіння, впливу на ті чи ті психічні процеси виділяють три види психічних автоматизмів.